# Méthode des caractéristiques
En mathématiques, la méthode des caractéristiques est une technique permettant de résoudre les équations aux dérivées partielles. Particulièrement adaptée aux problèmes de transport, elle est utilisée dans de nombreux domaines tels que la mécanique des fluides, la modélisation du trafic, la déformation plastique des métaux ou les phénomènes de détonation.
Dans certains cas particuliers, la méthode des caractéristiques peut permettre la résolution purement analytique de l'équation aux dérivées partielles. Dans les cas plus complexes (rencontrés par exemple en modélisation des systèmes physiques), la méthode des caractéristiques peut être utilisée comme une méthode de résolution numérique du problème.

## Intérêt de la méthode

### Intérêt numérique
La méthode des lignes caractéristiques est particulièrement adaptée à la résolution numérique des problèmes de propagation d'onde et de choc (ressaut ou coup de bélier hydraulique, surtension dans un circuit électrique, etc.), qui se caractérisent par la formation de surfaces de discontinuité du champ que l'on cherche à calculer (déplacement, contraintes élastiques, pression, etc.). En physique, ces surfaces sont appelées des surfaces d'onde ou fronts.
Les méthodes numériques reposant sur l'existence d'un potentiel (éléments finis, équations intégrales) sont mal adaptées à la résolution des problèmes de choc parce qu'elles supposent la régularité du champ physique à travers l'espace. 
En localisant et en caractérisant les surfaces de discontinuité, la méthode des caractéristiques aboutit à un régionnement du domaine d'étude : chaque sous-région du domaine est délimitée par des lignes de discontinuité ou front. Les grandeurs constantes qui caractérisent ces lignes de niveau permettent de calculer des conditions aux limites pour la sous-région. Le champ physique (déplacement, contraintes élastiques, pression, etc.) à l'intérieur de la sous-région est continu, et peut alors être calculé par les méthodes de potentiel.

### Interprétation qualitative des phénomènes physiques
La méthode des lignes caractéristiques constitue aussi un outil puissant pour l'analyse qualitative des phénomènes de propagation d'onde et de choc. Pour l'étude de la propagation des ondes dans un réseau, elle a donné lieu à différents procédés graphiques depuis 1900 : méthode de Bergeron dans l'étude des coups de bélier hydraulique, méthode des « réglettes Bachet » pour l'annonce des crues en rivière.
Par exemple, un problème d'écoulement se caractérise par les lignes de courant et les surfaces isobares, qui définissent dans le cas général deux familles de lignes caractéristiques. Intuitivement, si deux lignes de courant convergent au point de se croiser, la vitesse au point de concours prendrait deux valeurs différentes, ce qui est impossible. Il faut donc qu'il se forme en ce point une couche de fluide cisaillée, qui forme un front d'onde.
La convergence des lignes caractéristiques indique les zones où le champ varie rapidement.  Cette connaissance est utile en vue de la résolution numérique ; elle peut suggérer, par exemple, le schéma aux différences le mieux adapté à la situation.

## Méthode analytique

### Principe général
Pour une équation aux dérivées partielles du premier ordre, la méthode des caractéristiques cherche des courbes (appelées « lignes caractéristiques », ou plus simplement « caractéristiques ») le long desquelles l'équation aux dérivées partielles se réduit à une simple équation différentielle ordinaire. La résolution de l'équation différentielle ordinaire le long d'une caractéristique permet de retrouver la solution du problème original.

### Exemple: Résolution analytique de l'équation de transport
On cherche une fonction {\displaystyle u} :
{\displaystyle u:(x,t)\in \mathbb {R} \times \mathbb {R} ^{+}\mapsto u(x,t)\in \mathbb {R} }
solution du problème suivant :
{\displaystyle \left\{{\begin{array}{l l}\displaystyle {\frac {\partial u}{\partial t}}+c{\frac {\partial u}{\partial x}}=0,\quad &(x,t)\in \mathbb {R} \times \mathbb {R} ^{+}\\u(x,0)=u_{0}(x),&x\in \mathbb {R} \end{array}}\right.}
dans laquelle c est une constante.
On cherche une ligne caractéristique {\displaystyle \left(x(s),t(s)\right)} le long de laquelle cette équation aux dérivées partielles du premier ordre se réduirait à une équation différentielle ordinaire. Calculons la dérivée de {\displaystyle u} le long d'une telle courbe :
{\displaystyle {\frac {\mathrm {d} }{\mathrm {d} s}}u\left(x(s),t(s)\right)={\frac {\partial u}{\partial x}}\left(x(s),t(s)\right)x'(s)+{\frac {\partial u}{\partial t}}\left(x(s),t(s)\right)t'(s)}.
En imposant {\displaystyle t'=1} et {\displaystyle x'=c}, on obtient :
{\displaystyle {\frac {\mathrm {d} u}{\mathrm {d} s}}={\frac {\partial u}{\partial t}}+c{\frac {\partial u}{\partial x}}=0.}
La solution de l'équation reste donc constante le long de la ligne caractéristique.
Il vient ainsi trois équations différentielles ordinaires à résoudre :
- {\displaystyle t'=1} : en posant {\displaystyle t(0)=0}, on obtient :
{\displaystyle \forall s\in \mathbb {R} ^{+}\quad t(s)=s} ;
- {\displaystyle x'=c} : en notant {\displaystyle x(0)=x_{0}}, on obtient :
{\displaystyle \forall s\in \mathbb {R} ^{+}\quad x(s)=x_{0}+cs=x_{0}+ct} ;
- {\displaystyle {\frac {\mathrm {d} u}{\mathrm {d} s}}=0} :
{\displaystyle \forall s\in \mathbb {R} ^{+}\quad u(s)=u(0)=u(x_{0},0)=u_{0}(x_{0})}.

Dans ce cas, les lignes caractéristiques sont donc des droites de pente c, le long desquelles la solution reste constante. La valeur de la solution en un point {\displaystyle (x,t)\in \mathbb {R} \times \mathbb {R} ^{+}} peut donc être retrouvée en cherchant la valeur de la condition initiale {\displaystyle u_{0}} à l'origine {\displaystyle x_{0}=x-ct} de la ligne caractéristique :
{\displaystyle \forall (x,t)\in \mathbb {R} \times \mathbb {R} ^{+}\quad u(x,t)=u_{0}(x-ct).}

### Cadre général des opérateurs différentiels linéaires
Soit X une variété différentiable et P un opérateur différentiel linéaire de {\displaystyle C^{\infty }(X)} dans lui-même d'ordre k. En se donnant un système de coordonnées xi, P peut s'écrire sous la forme
{\displaystyle P=\sum _{|\alpha |\leq k}P^{\alpha }(x){\frac {\partial }{\partial x^{\alpha }}}}
où α désigne un multi-indice. Le symbole principal de P, noté σP, est la fonction sur le fibré cotangent T∗X défini dans un système de coordonnées local ξi par
{\displaystyle \sigma _{P}(x,\xi )=\sum _{|\alpha |=k}P^{\alpha }(x)\xi _{\alpha }}
où les coordonnées ξi sont induites par les différentielles dxi respectivement. Ceci permet d'assurer que σP est bien défini sur le fibré.
La fonction σP est homogène de degré k en ξ. Ces zéros, hors de la section nulle de T∗X, sont les caractéristiques de P. Une hypersurface de X définie par l'équation F(x) = c est appelée hypersurface caractéristique en x si
{\displaystyle \sigma _{P}(x,dF(x))=0.}

### Invariant
Les invariants de Riemann sont constants le long des courbes caractéristiques des équations aux dérivées partielles.